# Гаврилова, Мария Германовна
Мари́я Ге́рмановна Гаври́лова (род. 12 ноября 1963, Челябинск, РСФСР, СССР) — советская и российская оперная певица (сопрано), солистка Большого театра с 1990 года. Народная артистка РФ (2001)

## Биография
Родилась 12 ноября 1963 года в Челябинске, в семье оперных певцов.
В 1980—1986 гг. обучалась в Челябинском музыкальном училище, на фортепианном и на вокальном отделениях.
В 1986—1991 гг. обучалась в Московской консерватории (класс профессора, народной артистки РСФСР Ирины Масленниковой).
В 1990 году будучи студенткой принята в Большой театр Союза ССР. Дебютировала в партии Оксаны в опере «Ночь перед Рождеством» Н. Римского-Корсакова.
В последнее десятилетие Гаврилова не востребована в России и в родном Большом театре, но она очень популярна заграницей и большую часть года проводит за рубежом. Она выступает на таких сценах, как Метрополитен-опера, Вашингтонская опера, Опера Сиэтла, Опера Бастилии, Ковент-Гарден, Будапешт-опера, в театрах Бельгии, Франции, Германии, Италии, Финляндии. В частности партию Мадам Баттерфляй она исполняла в театрах Флориды, Мичигана, Гамбургской опере, Лизы в «Пиковой даме» в Королевской опере в Льеже (Бельгия), Государственной венгерской опере, Финской национальной опере.
С 2007 года постоянная приглашённая звезда Метрополитен-опера, где исполняет партии Мадам Баттерфляй, Манон Леско и Тоски в одноименных операх Дж. Пуччини, Аиды в одноименной опере, Амелии в опере «Бал-маскарад» и Дездемоны в опере «Отелло» Дж. Верди, Полины в опере «Игрок» С. Прокофьева, Суссанны в опере «Хованщина» М. Мусоргского, Матери в опере «Нос» Д. Шостаковича,
В 2013 году исполнила заглавную партию в опере «Сестра Анджелика» Дж. Пуччини в Опере Сиэтла.
Богат и обширен концертный репертуар Гавриловой. Среди более значительных программ, участие в «Реквием» Дж. Верди, Девятой симфонии Бетховена, «Свитезянки» Н. А. Римского-Корсакова, опере «Алеко» Рахманинова в концертном исполнении с Большим симфоническим оркестром имени П. И. Чайковского под управлением В. И. Федосеева в 2006 году на сцене концертного зала «Плейель» в Париже.
В июне 2016 года после многолетнего перерыва вышла на сцену Большого театра, в партии Сабуровой в спектакле "Царская невеста".

## Семья
- Отец — Герман Константинович Гаврилов, оперный певец (тенор)
- Мать — Зинаида Александровна Аблицева, оперная певица (меццо-сопрано), концертмейстер

## Партии
В Большом театре:
- 1990 — Оксана в опере «Ночь перед Рождеством» Н. Римского-Корсакова
- 1990 — Маргарита в «Фаусте» Ш. Гуно,
- 1991 — Леонора в «Трубадуре» Дж. Верди
- 1991 — Татьяна в опере «Евгений Онегин» П. Чайковского (постановка Б. Покровского 1991 года)
- 1992 — Войслава в опере-балете «Млада» Н. Римского-Корсакова
- 1993 — Агнесса Сорель в «Орлеанской деве» П. Чайковского
- 1994 — Земфира в «Алеко» С. Рахманинова
- 1995 — Недда в опере «Паяцы» Р. Леонкавалло
- 1995 — Графиня Розина в «Свадьбе Фигаро» В. Моцарта
- 1996 — Мими в «Богеме» Дж. Пуччини
- 1997 — Лиза в «Пиковой даме» П. Чайковского (постановка Л. Баратова 1944 года)
- 1997 — Франческа да Римини в одноименной опере С. Рахманинова
- 1997 — Иоланта в одноимённой опере П. Чайковского
- 1998 — Марфа в «Царской невесте» Н. Римского-Корсакова
- 1999 — Наталья в «Опричнике» П. Чайковского
- 1999 — Княжна Ольга в «Псковитянке» Н. Римского-Корсакова
- 2000 — Татьяна в опере «Евгений Онегин» П. Чайковского (постановка Б. Покровского 1944 года)
- 2002 — Мария в «Мазепе» П. Чайковского
- 2003 — Горислава в опере «Руслан и Людмила» М. Глинки
- 2009 — Тоска в одноимённой опере Дж. Пуччини
- 2010 — Лиза в «Пиковой даме» П. Чайковского (постановка В. Фокина 2007 года)
- 2016 — Сабурова в «Царской невесте» Н. Римского-Корсакова

## Дискография
- «Алеко» С. Рахманинова — Земфира, дирижёр В. Федосеев, Relief, 2007 г.

## Фильмография
- 1992 — «Млада» — Войслава, дирижёр А. Лазарев, режиссёр Б. Покровский, ГАБТ
- 1993 — «Орлеанская дева» — Агнеса Сорель, дирижёр А. Лазарев, режиссёр Б. Покровский, ГАБТ
- 2000 — «Евгений Онегин» — Татьяна, дирижёр М. Эрмлер, режиссёр Б. Покровский, ГАБТ
- 2016 — «Царская невеста» — Домна Сабурова, муз. руководитель Г. Рождественский, дирижёр Д. Крюков, режиссёр Ю. Певзнер, ГАБТ

## Награды
- Народная артистка РФ (2001)[2]
- Заслуженная артистка РФ (1996)[6]
- Диплом Всесоюзного конкурса вокалистов имени М. И. Глинки